# Willy Weibel

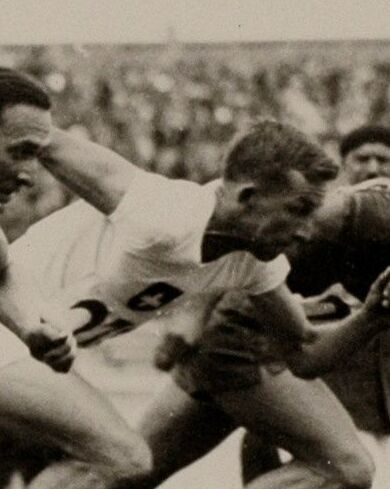
Willy Weibel (1928)

Willy Weibel (* 21. September 1906; † April 1990 in Zürich) war ein Schweizer Sprinter.
Bei den Olympischen Spielen 1928 in Amsterdam wurde er Fünfter in der 4-mal-100-Meter-Staffel. Über 100 m und 200 m schied er im Vorlauf aus.

## Persönliche Bestzeiten
- 100 m: 11,0 s, 1928
- 200 m: 22,8 s, 1928